# Solaris (1972)
Solaris (ryska: Солярис) är en science fiction-dramafilm från 1972 i regi av Andrej Tarkovskij, baserad på Stanisław Lems roman Solaris från 1961.

## Handling
Solaris är ett meditativt psykologiskt drama som utspelar sig på en rymdstation i omloppsbana runt en planet som kallas Solaris. Det vetenskapliga arbetet på rymdstation har hamnat i en kris. Psykologen Kris Kelvin reser till stationen för att utvärdera och undersöka situationen, men hemsöks snart av samma typ av hallucinationer som har drabbat de övriga besättningsmedlemmarna.

## Rollista (i urval)
- Natalja Bondartjuk – Hari
- Donatas Banionis – Kris Kelvin
- Jüri Järvet – Dr. Snaut
- Vladislav Dvorzjetskij – Berton
- Nikolaj Grinko – Kelvins far
- Anatolij Solonitsyn – Dr. Sartorius

## Om filmen
Förväntningarna kring filmen byggdes delvis upp i kontexten av att många såg på den som ett sovjetiskt svar på Stanley Kubricks science fiction-film 2001 – ett rymdäventyr som hade gått upp på biograferna fyra år tidigare (1968). Kubrick själv uppskattade Solaris, men Tarkovskij i sin tur hade inte lika mycket till övers för 2001 – ett rymdäventyr som han kallade för "till stora delar falsk", i samtal med Naum Abramov 1970.
Filmen blev en stor framgång. Den presenterades vid Filmfestivalen i Cannes 1972 och vann Prix du Jury, FIPRESCI-priset och nominerades till Guldpalmen.